# Río Sierpe
Río Sierpe är ett vattendrag i Costa Rica.   Det ligger i provinsen Puntarenas, i den södra delen av landet, 140 km söder om huvudstaden San José.